# Steve Bullock (amerykański polityk)
Stephen Clark Bullock (ur. 11 kwietnia 1966 w Missouli) – amerykański polityk i prawnik, 24. gubernator Montany w latach 2013–2021, a wcześniej prokurator generalny Montany w latach 2009–2013.

## Wczesne życie i edukacja
Urodził się 11 kwietnia 1966 w Missouli w stanie Montana jako Stephen Clark Bullock, ale wychował się w Helenie, gdzie edukował się w szkołach publicznych. W 1984 ukończył liceum Helena High School.
W 1988 uzyskał stopień bachelor’s degree, kończąc politologię, filozofię i ekonomię na Claremont McKenna College, a w 1994 zdobył stopień Juris Doctor w Szkole Prawa Uniwersytetu Columbia w Nowym Jorku.

## Kariera prawnicza
W 1996 roku pracował jako główny radca prawny Sekretarza Stanu Montana. W latach 1997–2001 pracował jako asystent wykonawczy Prokuratora Generalnego Montany. Następnie pełnił funkcję zastępcy prokuratora generalnego i obowiązki Głównego Zastępcy Departamentu Sprawiedliwości Montany. W latach 2001–2004 praktykował prawo w waszyngtońskiej kancelarii prawnej Steptoe & Johnson. Ponadto latach 2002–2004 pracował jako adjunct professor George Washington University Law School. Od 5 stycznia 2009 do 7 stycznia 2013 służył dwie kadencje jako prokurator generalny Montany. Jako prokurator generalny zasłynął kwestionując decyzję Sądu Najwyższego z 2010, która zezwalała korporacjom i organizacjom non-profit prowadzenie niezależnych kampanii wyborczych dla dowolnych polityków. Jego sprzeciw doprowadził do ponownego rozpatrzenia sprawy przez Sąd Najwyższy.

## Kariera polityczna
W 1990 roku pełnił funkcję Dyrektora Skoordynowanej Kampanii Partii Demokratycznej Montany. W 1992 był delegatem na Narodowej Konwencji Partii Demokratycznej. W tym samym roku prowadził kampanię wyborczą Joego Mazurka.
6 listopada 2012 został wybrany na 24. gubernatora stanu Montana z ramienia Partii Demokratycznej. Został zaprzysiężony 7 stycznia 2013. W 2016 z powodzeniem ubiegał się o reelekcję, pomimo że w tym samym roku i stanie republikanin Donald Trump pokonał demokratkę Hillary Clinton 20 punktami procentowymi w wyborach prezydenckich.
W czasie jego kadencji stanowy parlament był zdominowany przez Partię Republikańską. Mimo to, udało mu się rozszerzyć Medicaid, wprowadzić ulgi od podatku dochodowego, ustanowić pierwszy publiczny żłobek i ustanowić oraz wdrożyć ustawę przeciwko zarabianiu na czarno, którą jego zwolennicy uważali za najbardziej progresywną w państwie. Przy pomocy rozporządzeń wykonawczych starał się chronić neutralność sieci.
Od 21 lipca 2018 do 26 lipca 2019 pełnił funkcję przewodniczącego National Governors Association
14 maja 2019 ogłosił swój udział w prawyborach prezydenckich Partii Demokratycznej przed wyborami prezydenckimi w 2020. 2 grudnia zrezygnował z dalszego prowadzenia kampanii, przyznając, że nic nie wskazuje na to, aby miał szanse na nominację.
9 marca 2020 ogłosił swój start w wyborach do Senatu Stanów Zjednoczonych.

## Poglądy polityczne
Bullock wspiera ruch pro-choice. W czasie urzędowania na stanowisku gubernatora Montany wielokrotnie wetował ustawy, które ograniczały możliwość aborcji w tym stanie. Popiera rozszerzanie programu Medicare. Uważa, że należy ustanowić federalne przepisy dotyczące emisji gazów cieplarnianych. Nie popiera budowy muru granicznego na granicy z Meksykiem. Wspiera ruch LGBTQ oraz zniesienie embarga nałożonego na Kubę.

## Wyniki wyborów
Poniżej wymienione zostały wybory, w których Steve Bullock wziął czynny udział.
| Rok  | Organ                        | Partia           | Partia               | Wynik            |
| ---- | ---------------------------- | ---------------- | -------------------- | ---------------- |
| 2008 | Prokurator Generalny Montany |                  | Partia Demokratyczna | 243 652 (52,50%) |
| 2012 | Gubernator Montany           | 236 450 (48,91%) | Partia Demokratyczna |                  |
| 2016 | Gubernator Montany           | 236 115 (46,36%) | Partia Demokratyczna |                  |
| 2020 | Senator Stanów Zjednoczonych | 272 463 (44,99%) | Partia Demokratyczna |                  |

## Życie prywatne
Razem z żoną Lisą Bullock ma dwie córki, Caroline i Alexandrię, i syna Camerona.